# NGC 7458
إن جي سي 7458 التي يرمز لها بالرمز NGC 7458، هي مجرة، في كوكبة الحوت.

## الاكتشاف
اكتشفت في 18 سبتمبر 1786، بواسطة ويليام هيرشل.

## روابط خارجية
- NGC 7458 على موقع ويكي سكاي: DSS2, SDSS, GALEX, IRAS, Hydrogen α, X-Ray, Astrophoto, Sky Map, Articles and images